# بوسيكو (مترو باريس)
بوسيكو (بالفرنسية: Boucicaut)‏ هي محطة مترو تابعة لمترو باريس تقع في فرنسا في .[بحاجة لمصدر]